# كولن غرين
كولن غرين (بالإنجليزية: Colin Green)‏ (10 فبراير 1942 في المملكة المتحدة - ) هو لاعب كرة قدم بريطاني في مركز الظهير. شارك مع منتخب ويلز لكرة القدم. أما مع النوادي، فقد لعب مع برمنغهام سيتي ونادي إيفرتون ونادي ريكسهام ونادي تاموورث.

## وصلات خارجية
- كولن غرين على موقع قاعدة بيانات كرة القدم.إي يو (الإنجليزية)